# Joseph Franz Bittner

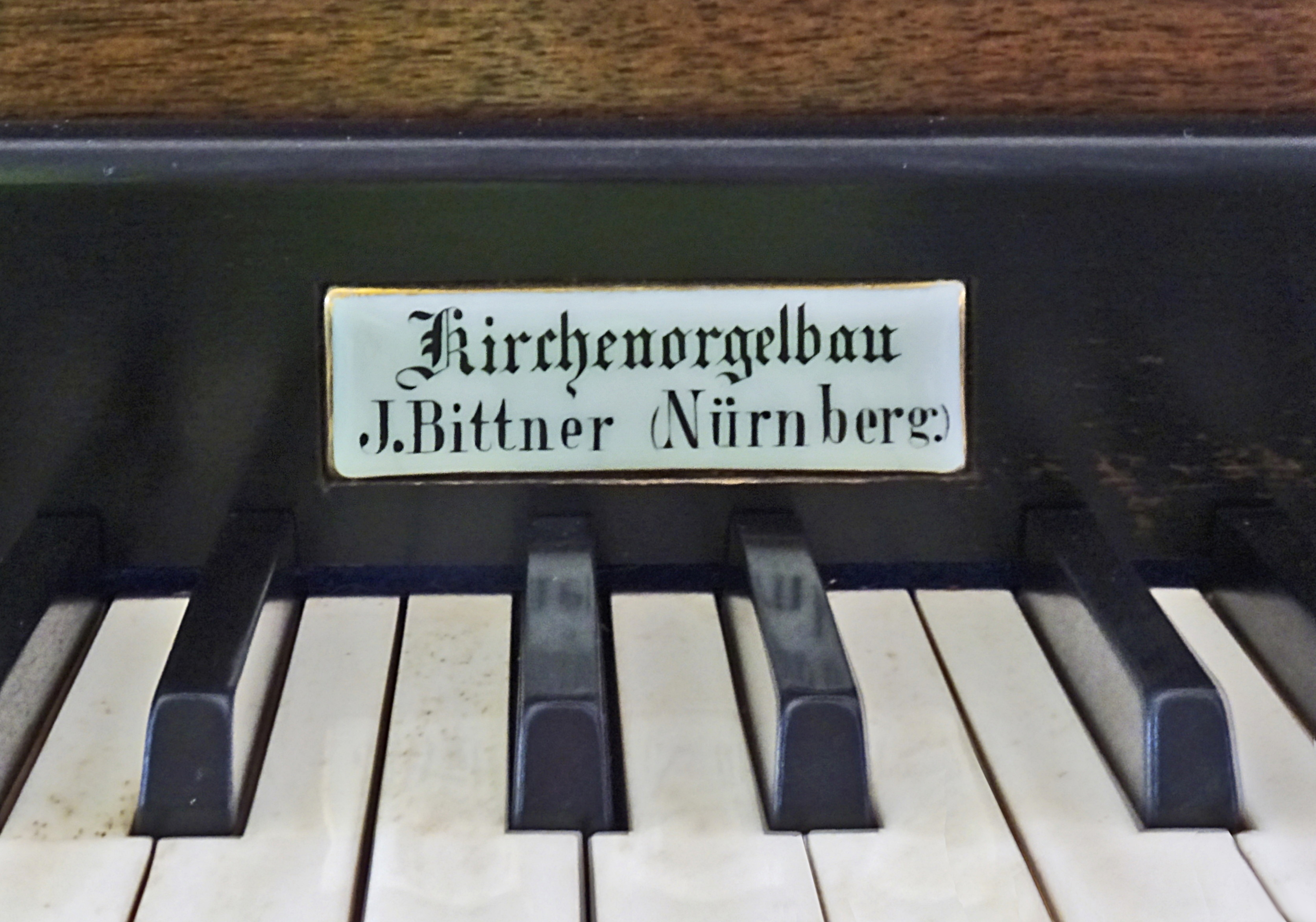
Firmenplakette

Joseph Franz Bittner (* 14. September 1852 in Hilpoltstein; † 25. Februar 1915 in Eichstätt) war ein deutscher Orgelbauer.

## Leben

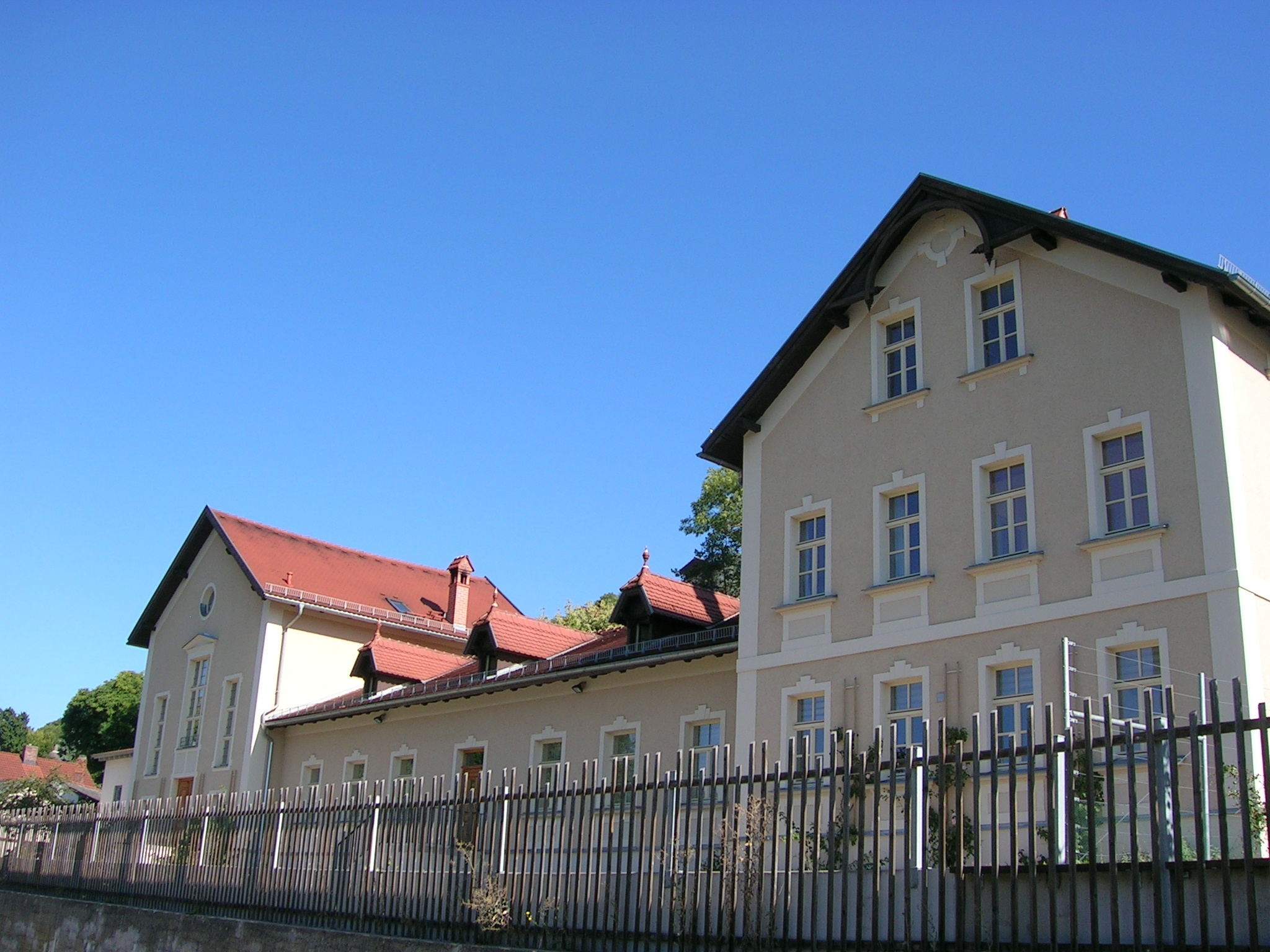
Orgelbauwerkstatt Bittner in der Eichstätter Antonistraße 59 (dort von 1900 bis 1990 ansässig)

Joseph Franz Bittner war Sohn des Orgelbauers Joseph Bittner. Er durchlief eine Ausbildung im elterlichen Betrieb und besuchte die Gewerbeschule in Augsburg. Anschließend ging er auf die Wanderschaft und war „in verschiedenen angesehenen Orgelbauanstalten tätig“. Nach Erfüllung der Pflichtwehrzeit arbeitete er kurz bei seinem Vater und übernahm 1880 die Firma des Augustin Ferdinand Bittner jun. in Nürnberg. Er konnte sie durch Ankauf eines neuen Grundstückes an der Deutschherrnstraße erweitern. Zeitweise unterstützte ihn auch sein Vater bei seiner Arbeit. Aus Konkurrenzdruck gab er 1897 die Nürnberger Firma auf, die bis zu diesem Zeitpunkt bereits eine 70-jährige Tradition aufwies, übernahm die Werkstatt des Vaters und verlegte 1897 den Betrieb nach Eichstätt. 1900 errichtete er in der Antonigasse E 166 (heute Hausnummer 59) ein neues Werkstattgebäude mit Wohnhaus. Am 7. Juni 1907 erhielt er den Titel Hoforgelbauer. Sein jüngerer Bruder Karl wurde ebenfalls Orgelbauer, desgleichen seine Söhne Wilhelm August und Max Rupert. Wilhelm August, der bereits seit 1908 in der Firma tätig war, übernahm den Betrieb nach dem Tod von Joseph Franz Bittner.

## Werke
Am Anfang seiner Tätigkeit baute er Orgeln mit mechanischer Traktur. Wie die meisten seiner Orgelbauerkollegen begann er, Orgeln mit pneumatischen Trakturen zu bauen. Seine spezifische Entwicklung ist die „Schüssellade“: Das ist eine Registerkanzellenlade, die der üblichen Membran- oder Taschenlade mit liegenden Taschen nachempfunden ist. Anstatt eines rechteckigen hohlen Holzkörpers, auf dessen oberen Rand die Membran aus feinstem Nappaleder aufgeleimt ist, findet man bei seiner Konstruktion ein rundes halbkugelförmiges, innen hohles Holzstück, ähnlich einer Schüssel vor. All diese Membranenkonstruktionen, besonders die Bauart mit der Variante der liegenden Taschen, hatten sich nicht besonders bewährt. Im Falle einer Störung (Heuler), die durch eine Verschmutzung oder Alterung des Leders verursacht wird, müssen die Pfeifen abgeräumt werden, um an die Ventile zu kommen. Versuche, diesen Ladentyp „servicefreundlicher“ umzubauen verursachten (zum Beispiel in Beilngries) schwere statische Schäden an der Ladenkonstruktion.

## Werkliste (Auszug)
| Jahr | Opus | Ort                   | Gebäude                            | Bild | Manuale | Register | Bemerkungen |
| ---- | ---- | --------------------- | ---------------------------------- | ---- | ------- | -------- | --- |
| 1890 | 36   | Trisching             | Friedhofskirche St. Nikolaus       |      | I/P     | 5        | Erhalten. Mechanische Schleiflade, freistehender Spieltisch. Im 1. Weltkrieg Zinn-Prospekt eingezogen, durch Zink ersetzt. 2001 Generalüberholung, neuer Zinn-Prospekt. |
| 1890 | 39   | Berching              | Stadtpfarrkirche Mariä Himmelfahrt |      | II/P    | 17       | Im Gehäuse der Vorgängerorgel. Neubau 1996 Sandtner. Orgel eingelagert auf Schloss Valley →Orgel                                                                        |
| 1890 |      | Ingolstadt            | Liebfrauenmünster                  |      | II/P    | 40       | 1928 Umbau und Erweiterung durch Steinmeyer, 1978 Neubau durch Johannes Klais unter Verwendung vieler Register der vorigen Orgeln.                                      |
| 1891 | 44   | Hagenhausen           | St. Maria Dolorosa                 |      | I/P     | 6        | Mechanische Kegelladen, freistehender Spieltisch |
| 1892 | 45   | Raitenbuch            | Pfarrkirche St. Blasius            |      | II/P    | 17       | Im ursprünglichen Zustand erhalten. 2013 restauriert. |
| 1891 | 46   | Regensburg−Dechbetten | Mariä Himmelfahrt                  |      | II/P    | 11       | Gestiftet von Johann Babtist Ulrich, am 31. Januar 1892 eingeweiht. Original erhalten. → Orgel                                                                          |
| 1894 | 53?  | Gleismuthhausen       | St. Antonius Abbas                 |      | I/P     | 6        | |
| 1895 | 60   | Berching              | Wallfahrtskirche Maria Hilf        |      | I/P     | 9        | Pneumatische Kegellade |
| 1895 | 61   | Ebermannstadt         | Marienkapelle                      |      | I/P     | 9        | erhalten; restauriert von Benedikt Friedrich, Oberasbach. |
| 1898 | 83   | Heuberg               | St. Walburga                       |      | I/P     | 5        | erhalten; 1998 renoviert. |
| 1901 | 92   | Großweingarten        | St. Michael                        |      | II/P    | 12       | erhalten →Orgel |
| 1902 | 95   | Altenhof              | Mariä Schmerzen                    |      | I/P     | 5        | erhalten |
| 1903 | 105  | Heldmannsberg         | Mariä Himmelfahrt                  |      | I/P     | 7        | Prospekt: Neubau, Verwendung der alten Verzierungen (von Funtsch?), pneumatische Kegelladen                                                                             |
| 1903 | 106  | Nürnberg              | St. Elisabeth                      |      | II/P    | 38       | erhalten; 2010 restauriert. |
| 1905 | 116  | Banz                  | Kloster Banz                       |      | II/P    | 25       | Neubau hinter dem historischen Seuffert-Prospekt. 1939 verändert. Teile dieser Orgel in der Immanuel-Kapelle in Bremen-Walle.                                           |
| 1908 | 137  | Ellingen              | St. Georg                          |      | II/P    | 24       | erhalten, 1945 Kriegsschäden, 1961 wiederhergestellt, Opus 247 von OBM August W. Bittner                                                                                |
| 1909 | 140  | Burgwindheim          | St. Jakobus                        |      | II/P    | 23       | nicht erhalten, Neubau Kögler |
| 1910 | 146  | Schambach             | Heilig-Kreuz                       |      | II/P    | 12       | → Orgel |
| 1910 |      | Morsbach              | St. Walburga                       |      |         |          | |
| 1912 | 154  | Buxheim (Oberbayern)  | St. Michael                        |      | II/P    | 20       | Nicht erhalten. 2001 Neubau von Orgelbau Sandtner im Orgelgehäuse von 1912                                                                                              |
| 1912 | 153  | Unsernherrn           | St. Salvator                       |      | II/P    | 20       | weitgehend erhalten → Orgel |
| 1912 | 152  | Hilpoltstein          | St. Johannes der Täufer            |      | II/P    | 24       | 2017 ersetzt durch einen Neubau von Orgelbau Goll Luzern (28/II/P) im Baumeister-Gehäuse                                                                                |
| 1913 | 159  | Beilngries            | St. Walburga                       |      | III/P   | 43       | 2012 restauriert Traktur und Ventile erneuert von Orgelbau Kuhn |